# Gunter Gabriel

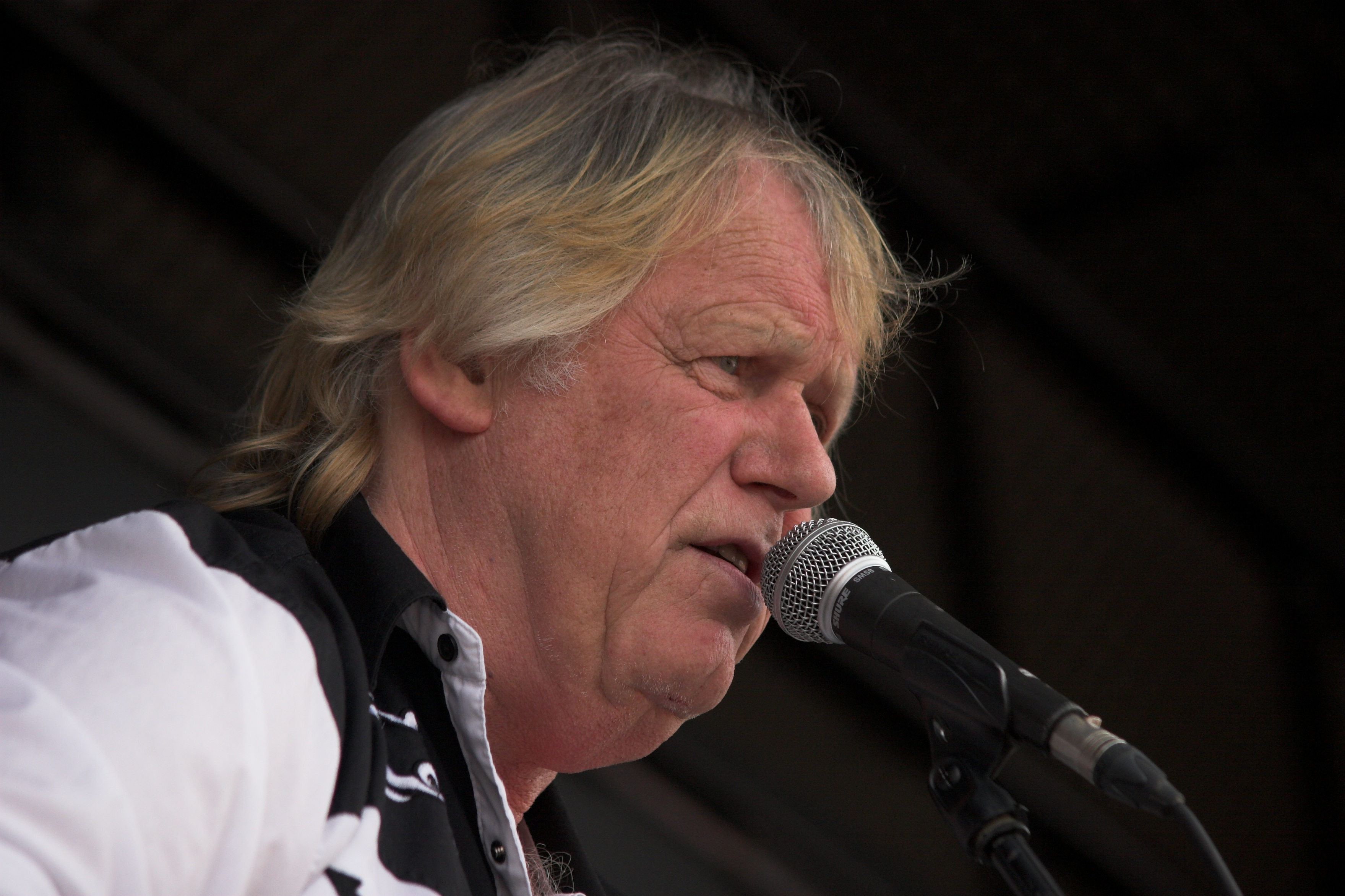
Gunter Gabriel, 2008

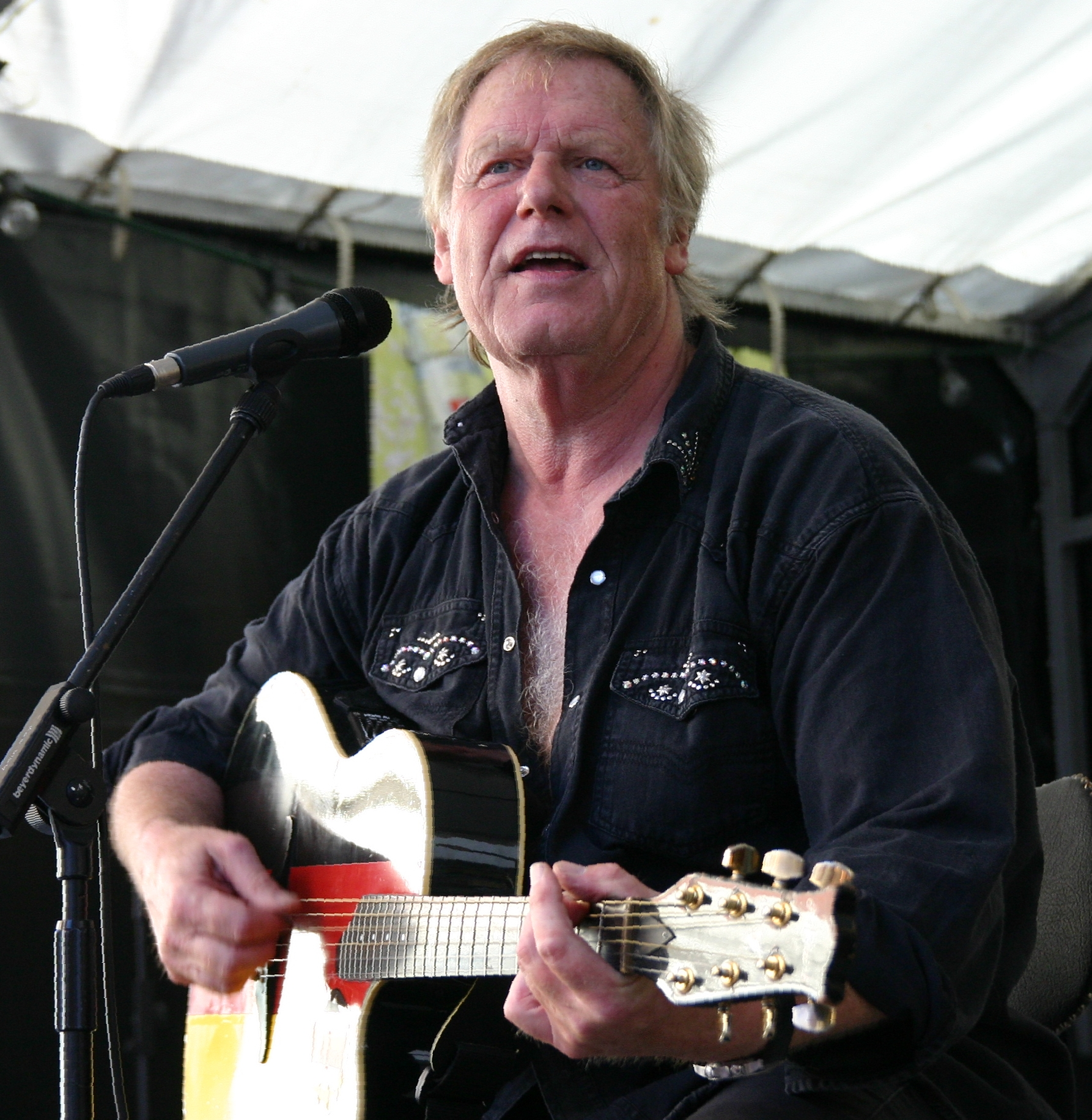
Gunter Gabriel, 2006

Gunter Gabriel (* 11. Juni 1942 als Günter Caspelherr in Bünde; † 22. Juni 2017 in Hannover) war ein deutscher Country- und Schlagersänger, Komponist, Liedtexter, Produzent, Synchronsprecher und Fernsehmoderator. Bekannt wurde er vor allem mit Titeln wie Er ist ein Kerl (der 30 Tonner Diesel) und Hey Boss, ich brauch mehr Geld.

## Herkunft und Ausbildung
Gunter Gabriel wuchs mit seiner jüngeren Schwester in Bünde und Kirchlengern auf. Seine Mutter beging Suizid, als er vier war, nachdem der Vater sie zu einer Abtreibung mit einer Stricknadel gedrängt hatte. Er heiratete nach einem Jahr neu und schlug seinen Sohn oft.
Die Volksschule brach er vorzeitig ab, um Geld zu verdienen. Er schlug sich mit verschiedenen Arbeiten in verschiedenen Ländern Mitteleuropas durch. Schließlich machte er das Fachabitur und studierte Maschinenbau an der FH Hannover, brach das Studium aber ab. Er widmete sich in der Folge ganz der Musik, war DJ und wurde schließlich Promoter bei einer Plattenfirma. So kam er in Kontakt mit verschiedenen Künstlern, für die er Lieder zu schreiben begann.

## Karriere
Nachdem Gunter Gabriel 1970 seinen ersten Song für Norman Ascot komponierte, kam im Dezember 1973 mit dem Fernfahrersong Er ist ein Kerl (der 30 Tonner Diesel) sein erster eigener Hit heraus, für den er die Goldene Europa bekam und der die Bahn ebnete für deutschsprachige Schlager im Country-Musikstil mit Interpreten wie Truck Stop, Tom Astor oder Linda Feller. Ein weiterer großer Hit wurde der im April 1974 erschienene Titel Hey Boss, ich brauch mehr Geld. Viele seiner Songs waren Übertragungen, die sich sehr eng an ihre US-amerikanischen Originale hielten, unter anderem Johnny Cashs Wanted Man (Ich werd gesucht in Bremerhaven) oder Shel Silversteins The Winner (Der Sieger).

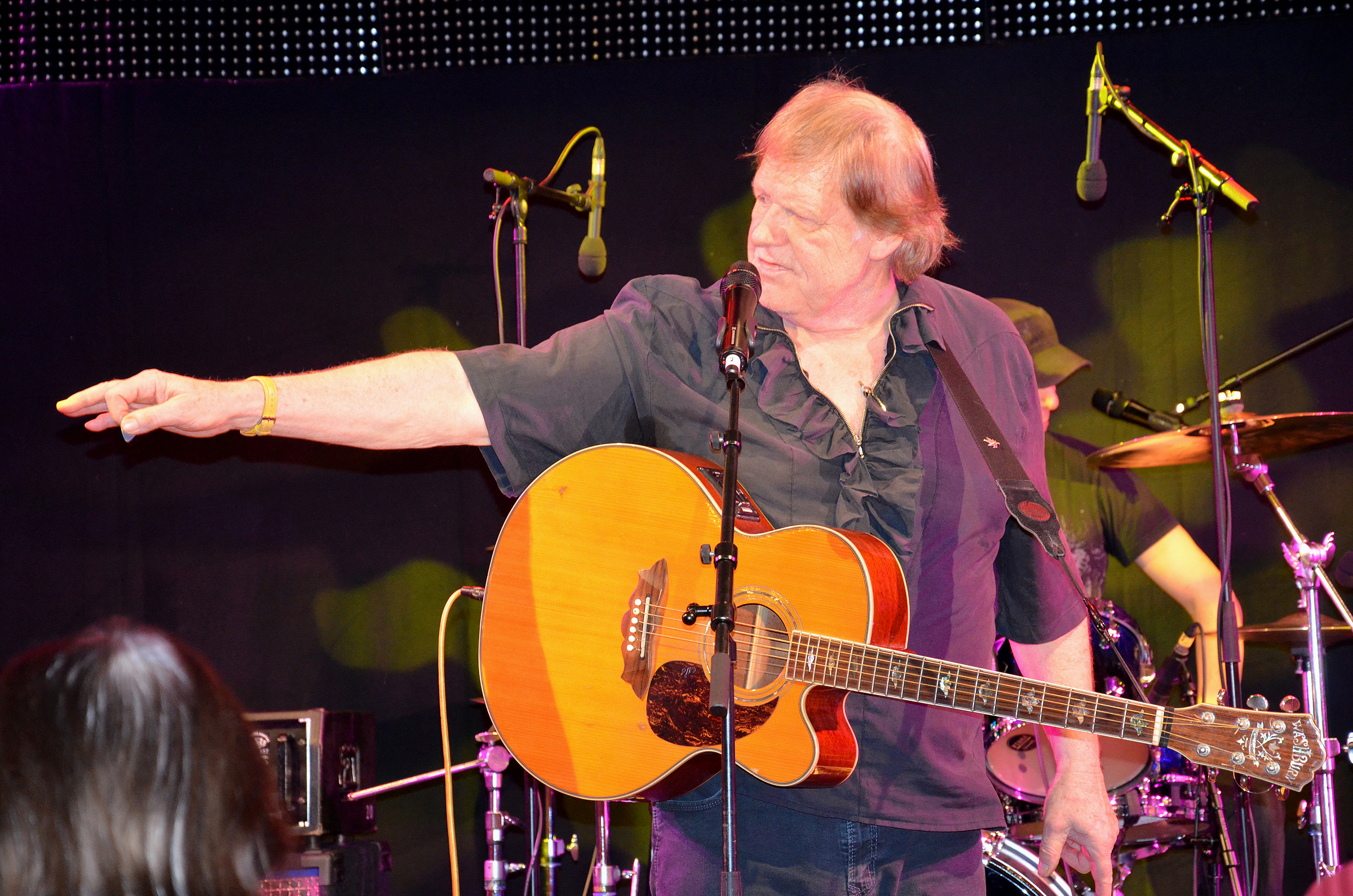
Gunter Gabriel, 2013

Mitte der 1970er Jahre begann Gabriels Zusammenarbeit mit Juliane Werding. Er schrieb für sie u. a. die Titel Wenn du denkst, du denkst, dann denkst du nur, du denkst, Wer nichts mehr zu verlieren hat, Man muß das Leben eben nehmen wie das Leben eben ist und Meine alte Stadt. 1976 erschien der Titel … und darum Herr Richter über ein zerrüttetes Ehepaar, das seine Scheidung vor dem Richter rechtfertigen muss. Bei diesem fungierte Gabriel erneut als Autor und sang das Stück gemeinsam mit Werding als Duett für ihr viertes Studioalbum Oh Mann, oh Mann….
Weitere Liedtexte verfasste er etwa für Frank Zander (Ich trink auf dein Wohl, Marie), Wencke Myhre (Das wär John nie passiert, Ein Sonntag im Bett), Siw Inger, Peter Alexander, Tom Astor und die Zillertaler Schürzenjäger. Schließlich erhielt er mit Country-Musik mit Gunter Gabriel eine eigene Fernsehshow beim Bayerischen Rundfunk. 1993 erhielt er zusammen mit Tom Astor für Sturm und Drang den Award der German American Country Music Federation (GACMF), den er 2002 erneut für das Album Gunterwegs erhielt. 1993 nahm ihn die GACMF in die deutsche „Country Music Hall of Fame“ auf.
2003 nahm er im Studio von Johnny Cash in Hendersonville (Tennessee) ein Album mit Cash-Songs auf Deutsch auf, Gabriel singt Cash – Das Tennessee-Projekt, das von dessen Sohn John Carter Cash produziert wurde. Bereits von einer schweren Krankheit gezeichnet, trug Cash kurz vor seinem Tod ein gesprochenes Intro bei, das auf Liebe, Autos, Abenteuer erschienen ist – an diesem Tributalbum beteiligten sich insgesamt 54 Künstler aus den unterschiedlichsten Musikrichtungen. Gabriels 2009 erschienenes Album Sohn aus dem Volk war eine weitere Hommage an Johnny Cash und trägt den Untertitel German Recordings, ein Pendant zu Cashs American Recordings. Das Album war – genauso wie die 2007 begonnene „Wohnzimmertour“, auf der er für anfangs 1000 Euro für jedermann spielte, der ihn anfragte – ein Wendepunkt in Gabriels Karriere.
Es wurde in den Feuilletons der seriösen Presse thematisiert und seine Fähigkeit gewürdigt, die eigenen wirtschaftlichen Schwierigkeiten zu überwinden. Postum veröffentlichte Gabriels Tochter Yvonne im Februar 2023 das Album Denkmal, auf dem mehrere unveröffentlichte Titel Gabriels enthalten sind, die seine Tochter teilweise um Textzeilen und Arrangements erweitert hatte. Denkmal platzierte sich auf Platz 92 der Deutschen Albumcharts.
Im August und September 2010 spielte Gabriel die Titelfigur im Bühnenstück Hello, I’m Johnny Cash (Regie und Buch: Volker Kühn), an der Seite der Sängerin Helen Schneider, die die Rolle von Cashs Ehefrau June Carter Cash übernahm. Anfang 2012 spielte er in einer Folge des Großstadtreviers mit (Folge: Wann hast du Zeit für die Liebe?).
Gunter Gabriel war Erzählstimme der Fernsehsendung Asphalt Cowboys auf DMAX. Im Januar 2016 war er Kandidat in der Sendung Ich bin ein Star – Holt mich hier raus!, aus der er nach fünf Tagen auf eigenen Wunsch vorzeitig ausschied.

## Privatleben
Zu seinem Künstlernamen „Gabriel“ kam er durch den Vornamen seiner ersten Ehefrau. Auf dem Höhepunkt seines Erfolges in den 1970er Jahren bewohnte er eine 10-Zimmer-Altbauwohnung in der Katharinenstraße in Berlin-Charlottenburg-Wilmersdorf. Mitte der 1980er Jahre folgte für ihn der wirtschaftliche Ruin. Er hatte Millionen bei Immobilieninvestitionen verloren, seine Ehen scheiterten, und die beruflichen Erfolge blieben aus.
Für negative Schlagzeilen sorgte Gabriel, als er Alkoholprobleme bekam und angeblich seine Frau misshandelt hatte. Bei einem Auftritt in Eisleben im September 2004 sorgte er mit Äußerungen für einen Eklat, die als Beschimpfung von Arbeitslosen empfunden wurden („Ihr habt ja so viel Zeit, sonst wärt ihr ja nicht am Nachmittag schon hier. Ich hab leider keine Zeit, ich muss meinen Arsch immer in Bewegung halten, damit die Knete stimmt.“). Das Publikum hatte vorher mit Unmut auf Gabriels Verspätung reagiert. Dieser Satz wurde auch in Form eines Samples zur Grundlage eines Liedes von DJ Koze. 
In einem Interview mit der Frankfurter Allgemeinen Sonntagszeitung vom 2. September 2012 zog Gabriel zum 70. Geburtstag Bilanz. Auf die Frage, ob er Angst vor dem Tod habe, antwortete der Sänger: „Keinesfalls. Ich sag’ dir auch warum: weil ich einen Haufen Zeugs gut gemacht habe in meinem Leben. Nicht Kinder zeugen. Das kann jeder. Und als Vater war ich schließlich ein Totalversager. Viermal verheiratet, da hab’ ich mich auch nicht mit Ruhm bekleckert. Aber ich hab’ ein paar geile Songs geschrieben. Und ich habe ein superinteressantes Leben gelebt mit allen Amplituden.“ Persönlich sehe er sich als Außenseiter. „Aber natürlich möchte ich auch Teil der Gesellschaft sein.“ Er selbst allerdings sei gar nicht so wichtig, es zähle die Philosophie seiner Lieder.
2009 beschrieb Gabriel unter anderem diese Tiefpunkte seines Lebens in einer Autobiografie mit dem Titel Wer einmal tief im Keller saß. Erinnerungen eines Rebellen beim Hamburger Edel Verlag. Statt das Buch Wort für Wort einzulesen, vertonte Gabriel die Kapitel im gleichnamigen Hörbuch erzählerisch.

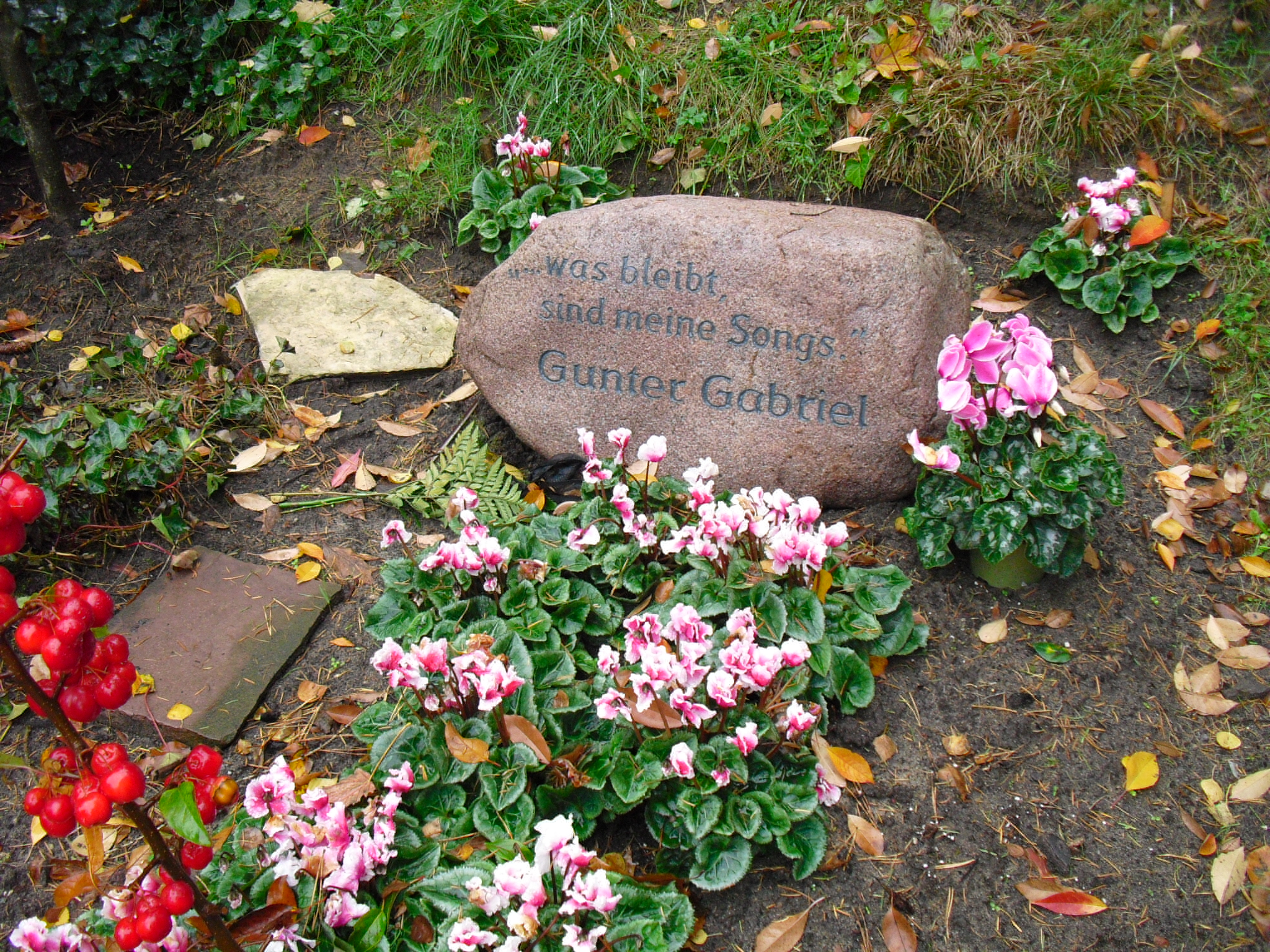
Gedenkstein für Gunter Gabriel auf dem Friedhof Heerstraße in Berlin-Westend

Gunter Gabriel war viermal verheiratet und Vater von vier Kindern. Er lebte 20 Jahre auf dem ehemaligen DDR-Arbeiterschiff Magdeburg. Das rund 400 Quadratmeter große Hausboot, das er 1995 für 80.000 DM gekauft hatte, lag zuletzt im Harburger Binnenhafen in Hamburg vor Anker. Nach Gabriels Tod kauften es Olli Schulz und Fynn Kliemann, kernsanierten es und vermieteten es danach für kulturelle Zwecke. Über die Sanierung wurde eine vierteilige Netflix-Dokuserie gedreht. 2024 kaufte Rick Zabel das Hausboot.
Gabriel starb im Juni 2017 im Klinikum der Medizinischen Hochschule Hannover an den Folgen von Operationen eines dreifachen Bruchs des ersten Halswirbels, den er sich elf Tage zuvor – an seinem 75. Geburtstag – in Herford bei einem Treppensturz zugezogen hatte. In der Hamburger Flussschifferkirche wurde im Juli 2017 seine Trauerfeier abgehalten. Er wurde in der Ostsee vor Travemünde im engen Familienkreis seebestattet. Auf dem Friedhof Heerstraße in Berlin befindet sich ein Gedenkstein.

## Diskografie
Studioalben

| Jahr | Titel                                      | Höchstplatzierung, Gesamtwochen, AuszeichnungChartplatzierungen (Jahr, Titel, Platzierungen, Wochen, Auszeichnungen, Anmerkungen) | Höchstplatzierung, Gesamtwochen, AuszeichnungChartplatzierungen (Jahr, Titel, Platzierungen, Wochen, Auszeichnungen, Anmerkungen) | Höchstplatzierung, Gesamtwochen, AuszeichnungChartplatzierungen (Jahr, Titel, Platzierungen, Wochen, Auszeichnungen, Anmerkungen) | Anmerkungen                                              |
| Jahr | Titel                                      | DE | AT | CH | Anmerkungen                                              |
| ---- | ------------------------------------------ | --- | --- | --- | -------------------------------------------------------- |
| 1973 | Gesucht                                    | DE32 (20 Wo.)DE | — | — | Erstveröffentlichung: 1973                               |
| 1974 | Das ist meine Art                          | DE26 (12 Wo.)DE | — | — | Erstveröffentlichung: 1974                               |
| 1975 | Gunter Gabriel                             | — | — | — | Erstveröffentlichung: 1975                               |
| 1977 | Meine Helden und andere Pechvögel          | DE35 (6 Wo.)DE | — | — | Erstveröffentlichung: 1977                               |
| 1978 | Damen wollen Kerle                         | — | — | — | Erstveröffentlichung: 1978                               |
| 1979 | Die größten Country-Songs aller Zeiten     | — | — | — | Erstveröffentlichung: 1979                               |
| 1979 | Rastlose Cowboys und ehrbare Mädchen       | — | — | — | Erstveröffentlichung: 1979                               |
| 1982 | Waschecht                                  | — | — | — | Erstveröffentlichung: 1982                               |
| 1983 | Die ewig wilden Western Lieder             | — | — | — | Erstveröffentlichung: 1983                               |
| 1989 | Dieselknechte                              | — | — | — | Erstveröffentlichung: 1989                               |
| 1994 | Straßenhund                                | — | — | — | Erstveröffentlichung: 1994                               |
| 1996 | Ein Halleluja für ein Truckerherz          | — | — | — | Erstveröffentlichung: 1996                               |
| 2002 | Gunterwegs                                 | — | — | — | Erstveröffentlichung: 14. Juni 2002                      |
| 2003 | Gabriel singt Cash – Das Tennessee-Projekt | — | — | — | Erstveröffentlichung: 20. Oktober 2003                   |
| 2009 | Sohn aus dem Volk – German Recordings      | DE61 (3 Wo.)DE | — | — | Erstveröffentlichung: 23. Oktober 2009                   |
| 2011 | Gabriel singt Cash                         | — | — | — | Erstveröffentlichung: 12. August 2011                    |
| 2017 | LickLab Akustik Session                    | — | — | — | Erstveröffentlichung: 14. April 2017                     |
| 2023 | Denkmal                                    | DE92 (1 Wo.)DE | — | — | Erstveröffentlichung: 3. Februar 2023 mit Yvonne Gabriel |

grau schraffiert: keine Chartdaten aus diesem Jahr verfügbar